# Paul Bronsart von Schellendorff

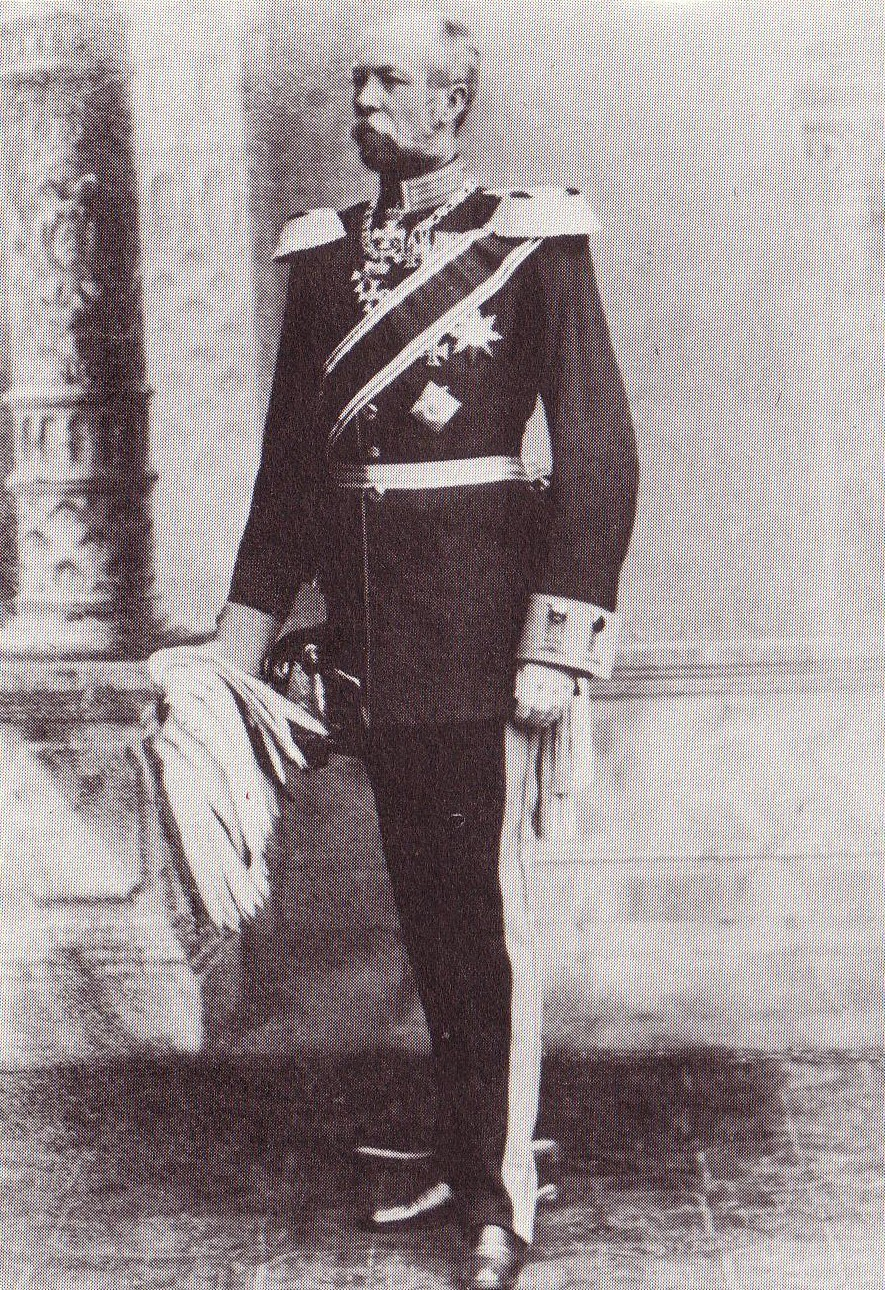
Paul Bronsart von Schellendorf.

Paul Bronsart von Schellendorff, född 25 januari 1832 i Danzig, död 23 juni 1891 på Schettnienen i Ostpreussen, var en tysk militär och politiker. 
Bronsart von Schellendorff blev officer vid infanteriet 1849, överste och stabschef vid gardeskåren 1871, generalmajor 1875, generallöjtnant 1881, general av infanteriet 1888 och chef för 1:a armékåren 1889.
Under fransk-tyska kriget sändes han vid Sedan att underhandla med Napoleon III. Han var en av "Moltkes halvgudar". Åren 1883-89 var han krigsminister och genomförde därunder bland annat infanteriets ombeväpning med repetergevär. 
Han var bror till Walter Bronsart von Schellendorff.